# أصول تكميلية
الأصول التكميلية هي الأصول أو البنية التحتية أو الإمكانات اللازمة لدعم طرح وتسويق الابتكارات التقنية بنجاح، وهي غير الأصول المرتبطة أساسًا بالابتكار. صيغ هذا المصطلح لأول مرة من قِبل ديفيد تيس (David Teece). وقد أجرى الدراسات التجريبية على الأصول التكميلية فرانك تي روثيرميل (Frank T. Rothaermel).
يتم تقسيم الأصول التكميلية إلى ثلاثة أنواع عامة:
1. الأصول العامة: أصول «لأغراض عامة» ليست في حاجة لتُصمم بابتكار معين.
2. الأصول المتخصصة: الاعتماد الفردي بين الابتكار والأصول التكميلية.
3. الأصول المشتركة: الاعتماد الثنائي بين الابتكار والأصول التكميلية.

وتُعد الأصول التكميلية، من بين عوامل أخرى، ذات أهمية بالنسبة للمنظمات الراغبة في التجارة والربح من الابتكار.

## أمثلة
غالبًا ما تعاني شركات التقانة الحيوية من فقر الأصول التكميلية لتسويق منتجاتهم الابتكارية ولذلك تشكل مشاركات جماعية (Collaborative partnership) مع شركات كبيرة تمتلك الأصول التكميلية اللازمة مثل قدرات التصنيع وقنوات التسويق واسم العلامة التجارية وغيرها (روثيرمل 2011)
شركة كولا آرسي كانت أول شركة تبيع كولا دايت وكولا في وعاء معدني. ومع ذلك فقد احتذى منافسيها كوكاكولا وبيبسي هذا النهج وتغلبوا على كولا آرسي وأخرجوها من المنافسة نتيجة لقدراتهم التسويقية الفائقة وشهرة الاسم التجاري، أي أصولهم التكميلية (تيسي 1986).